# 条斑星鲽
条斑星鲽（学名：Verasper moseri）为輻鰭魚綱鰈形目鰈亞目鲽科星鲽属的鱼类，俗名黑条鲽、摩氏星鲽。分布于北达鄂霍次克海以及渤海及黄海等，属于冷温性底层海鱼，棲息深度1-900公尺，體長可達70公分，棲息在沙泥底質底層水域，生活習性不明，可作為食用魚。该物种的模式产地在函馆。